# Рудний
Ру́дний (каз. Рудный, Rýdnyı) — місто обласного підпорядкування, центр Рудненської міської адміністрації Костанайської області Казахстану.
Населення — 112052 особи (2021; 109659 у 2009, 109515 у 1999, 124300 у 1989).

## Історія
18 лютого 1949 року льотчик Михайло Сургутанов пролітав над урочищем «Сарбай» і помітив збої у роботі компаса. Через декілька місяців сюди прибули геологи. Так було відкрито Соколівське родовище залізних руд. Найбільшого вкладу у вивчення родовища вніс геолог Путятин В. К. Влітку 1954 року було вирішено будувати тут гірничо-збагачувальний комбінат та місто при ньому. У травні 1955 року почалось будівництво підприємства, геологи та будівельники розміщувались у селищі Комсомольський, що донедавна знаходилось на північно-східній околиці міста (через видобуток руди населення було переселене, а селище ліквідоване).
Місто заклали за 3 км на північний схід від села Алексієвка (нині поглинуте містом). Перший генеральний план розроблений 1953 року, за яким місто було розраховане на 22 тисячі осіб. 1954 року план будівництва був переглянутий, чисельність збільшена до 30 тисяч. Влітку 1956 року Президія ВР КазРСР надала селища статус смт, до його складу також увійшло і селище Комсомольський. 30 серпня 1957 року смт перетворене у місто обласного значення. З часом Рудний виріс у великий промисловий центр.